# Serrat de la Pineda (Montmajor)
El Serrat de la Pineda és una muntanya de 1.100 metres que es troba a l'enclavament de Comesposades, al municipi de Montmajor, a la comarca catalana del Berguedà.